# هابي شاندلير
هابي شاندلير (بالإنجليزية: Happy Chandler) هو لاعب كرة قاعدة ومدرب كرة سلة ومحامي وسياسي أمريكي، ولد في 14 يوليو 1898 في الولايات المتحدة، وتوفي في 15 يونيو 1991 في نفس البلد. حزبياً، نشط في الحزب الديمقراطي.

## مناصب
- انتخب عضو مجلس ولاية كنتاكي.
- انتخب نائب حاكم كنتاكي [الإنجليزية]‏ (1931 – 1935).
- انتخب Commissioner of Baseball [الإنجليزية]‏ (1 نوفمبر 1945 – 15 يوليو 1951).
- انتخب حاكم كنتاكي [الإنجليزية]‏ (13 ديسمبر 1955 – 8 ديسمبر 1959).
- انتخب عضو مجلس الشيوخ الأمريكي (10 أكتوبر 1939 – 1 نوفمبر 1945).

## روابط خارجية
- هابي شاندلير على موقع قاعة مشاهير كرة القاعدة (الإنجليزية)